# 1. deild 1987 (Fær Øer)
L'edizione 1987 della 1. deild vide la vittoria finale del TB Tvøroyri.
La FSF decise di modificare il format della 1. deild, portando le squadre da otto a dieci. Per questo motivo, al termine della stagione 1987 non vi furono retrocessioni dalla massima divisione e dalla 2. deild vi furono due promozioni.

## Classifica finale
|   | Classifica  | G  | V | N | P | GF | GS | Dif | Pt |
| - | ----------- | -- | - | - | - | -- | -- | --- | -- |
| 1 | TB Tvøroyri | 14 | 7 | 4 | 3 | 26 | 16 | 10  | 18 |
| 2 | HB Tórshavn | 14 | 6 | 5 | 3 | 34 | 17 | 17  | 17 |
| 3 | GÍ Gøta     | 14 | 6 | 5 | 3 | 32 | 20 | 12  | 17 |
| 4 | NSÍ Runavík | 14 | 6 | 4 | 4 | 22 | 20 | 2   | 16 |
| 5 | KÍ Klaksvík | 14 | 2 | 8 | 4 | 19 | 26 | -7  | 12 |
| 6 | B68 Toftir  | 14 | 3 | 6 | 5 | 14 | 22 | -8  | 12 |
| 7 | Leirvík ÍF  | 14 | 3 | 4 | 7 | 21 | 30 | -9  | 10 |
| 8 | VB Vágur    | 14 | 1 | 8 | 5 | 10 | 27 | -17 | 10 |

G = Partite giocate; V = Vittorie; N = Nulle/Pareggi; P = Perse; GF = Goal fatti; GS = Goal subiti; DIF = Differenza reti, PT = Punti

### Verdetti
- TB Tvøroyri campione delle Isole Fær Øer 1987